# شبنم قربانی
شبنم قربانی (زادهٔ ۱۹ تیر ۱۳۶۸) بازیگر اهل ایران است. ایفای نقش در مجموعه‌های تلویزیونی عشق کوفی (۱۴۰۲) و طوبی (۱۴۰۳) او را به شهرت رساند. قربانی برای بازی در مجنون (۱۴۰۲) برندهٔ سیمرغ بلورین بهترین بازیگر نقش مکمل زن جشنواره فیلم فجر شد.

## زندگی شخصی و هنری
شبنم قربانی تحصیل‌کرده فوق دیپلم رشته کامپیوتر می‌باشد که از ۲۸ سالگی فعالیت خود را با تئاتر شروع کرد. در سال ۱۳۹۵ وارد مؤسسه کارنامه شد تا اینکه یکسال بعد به‌صورت جدی با تئاتر یک مساوی چهار در خانه نمایش دا به روی صحنه رفت. او مهر ماه ۱۳۹۶ در نمایش سایکوسیس نیز حضور داشت.
قربانی در سال ۱۳۹۷ با سریال لحظه گرگ و میش به کارگردانی همایون اسعدیان در نقش طناز حریرچی اولین بار بازی در جلوی دوربین را تجربه کرد. او یک‌سال بعد کنار شهاب حسینی با فیلم اولین برف محصول کشور فنلاند، وارد سینما شد. شبنم قربانی در سال ۱۴۰۲ در فیلم مجنون که بخش‌هایی از زندگی مهدی زین‌الدین را به تصویر می‌کشد به ایفای نقش پرداخت و برای بازی در این فیلم و در نقش همسر زین‌الدین در چهل و دومین دوره جشنواره فیلم فجر برنده سیمرغ بلورین بهترین نقش مکمل زن شد. قربانی در سریال عشق کوفی و طوبی در نقش اصلی ظاهر شد و بسیار مورد توجه قرار گرفت.
شبنم قربانی در ۹ اسفند ۱۳۹۹ وقتی ۳۱ ساله بود خبر ازدواجش با امین میرشکاری، صدابردار سینما و تلویزیون، را رسانه‌ای کرد. این دو دارای دو فرزند یک دختر و یک پسر هستند.

## فیلم‌شناسی

### فیلم
| سال  | عنوان      | نقش     | توضیحات |
| ---- | ---------- | ------- | ------- |
| ۱۳۹۹ | اولین برف  | مهتاب   |         |
| ۱۴۰۰ | مرد بازنده | مرضیه   |         |
| ۱۴۰۲ | تمساح خونی | آناهیتا |         |
| ۱۴۰۲ | مجنون      | منیر    |         |
| ۱۴۰۲ | سال گربه   | ترانه   | [ ۷ ]   |
| ۱۴۰۳ | ناتور دشت  | حلما    |         |

### تلویزیون و نمایش خانگی
| سال  | عنوان          | نقش         | توضیحات |
| ---- | -------------- | ----------- | ------- |
| ۱۳۹۷ | لحظه گرگ و میش | طناز        | شبکه سه |
| ۱۳۹۹ | ملکه گدایان    | سارا محمودی | فیلیمو  |
| ۱۴۰۱ | آفتاب‌پرست      | سحر         | فیلم نت |
| ۱۴۰۲ | عشق کوفی       | نائله       | شبکه سه |
| ۱۴۰۳ | طوبی           | طوبی        | شبکه یک |